# Michael Schmid
Michael „Mike“ Schmid (* 18. března 1984, Frutigen) je bývalý švýcarský akrobatický lyžař. Na olympijských hrách ve Vancouveru roku 2010 vyhrál závod ve skikrosu, při olympijské premiéře této disciplíny. Ve stejném roce získal malý křišťálový glóbus ve světovém poháru za celkové vítězství ve skikrosu. V souboji o velký glóbus skončil toho roku druhý. Vyhrál ve světovém poháru šest závodů, třináctkrát stál na stupních vítězů. Jeho nejlepším výsledkem na mistrovství světa bylo 6. místo v roce 2005. Závodní kariéru ukončil v roce 2015, kvůli problémům s kolenem. Začínal jako sjezdař, ale v 16 letech tohoto sportu zanechal a přešel ke skicrossu. Je bratrancem hráčky plážového volejbalu Nadine Zumkehrové.